# Le Violoneux
Le Violoneux (título original en francés; en español, El violinista) es una opereta (leyenda bretona - «légende bretonne») en un acto con música de Jacques Offenbach y libreto en francés de Eugène Mestépès y Émile Chevalet. Se estrenó con éxito en el Théâtre des Bouffes Parisiens en los Campos Elíseos, París, el 31 de agosto de 1855 y supuso la consagración de la soprano Hortense Schneider en su primer papel en una partitura de Offenbach, a quien le había sido presentada por Berthelier (con quien ella mantenía una relación sentimental).

## Personajes
| Personaje                          | Tesitura | Reparto del estreno, 31 de agosto de 1855 (Director: - ) |
| ---------------------------------- | -------- | -------------------------------------------------------- |
| Père Mathieu, violinista de pueblo | barítono | Darcier                                                  |
| Pierre, almadreñero                | tenor    | Jean-François Berthelier                                 |
| Reinette, ahijado de Père Mathieu  | soprano  | Hortense Schneider                                       |